# ويليام كامكوامبا
ويليام كامكوامبا (من مواليد 5 أغسطس 1987) مبتكر ومهندس ومؤلف مالاوي، اكتسب شهرة في بلده في عام 2006 عندما قام ببناء مولد يعمل بالهواء لتشغيل أجهزة كهربائية متعددة في منزل عائلته في ويمبي (32 كيلومترًا (20 ميلًا شرق كاسونغو) باستخدام أشجار اللثة الزرقاء وأجزاء الدراجات والمواد التي يتم جمعها محليًا ساحة للخردة. ومنذ ذلك الحين، قام ببناء مضخة مياه تعمل بالطاقة الشمسية توفر أول مياه شرب في قريته وتوربينين آخرين للرياح (أطولها على ارتفاع 12 متراً (39 قدماً)) وتخطط لمضخة أخرى، بما في ذلك واحدة في ليلونغوي، العاصمة السياسية لمالاوي.
تم إنتاج فيلم بعنوان الصبي الذي سخر الرياح (بالإنجليزية: The Boy Who Harnessed the Wind)‏ يحكي يستلهم «ويليام كامكوامبا» البالغ 13 سنة فكرته من كتاب للعلوم، ويبني طاحونة رياح لينقذ قريته المالاوية من مجاعة في فيلم مستوحى من قصته, من بطولة ماكسويل سيمبا، شويتل أجيفور، آيسا مايغا

## روابط خارجية
- ويليام كامكوامبا على موقع IMDb (الإنجليزية)

- William Kamkwamba's blog
  - The Boy Who Harnessed the Wind : Creating Currents of Electricity and Hope
- Moving Windmills
- wkamkwambaعلى تويتر.
- ويليام كامكوامبا في مؤتمر تيد
- William Kamkwamba talks at MIT
- ويليام كامكوامبا في قاعدة بيانات الأفلام على الإنترنت
- قالب:WorldCat id